# Hydrozetes capensis
Hydrozetes capensis är en kvalsterart som beskrevs av Engelbrecht 1974. Hydrozetes capensis ingår i släktet Hydrozetes och familjen Hydrozetidae. Inga underarter finns listade i Catalogue of Life.